# بطاقة الهوية (بلغاريا)
بطاقة الهوية (بلغاريا) - (بالبلغارية:  Лична карта)‏ هي بطاقة هوية تصدر من قبل الشرطة نيابة عن وزارة الداخلية  لتحديد الهوية على أراضي جمهورية بلغاريا. يلزم القانون جميع البلغاريين بحمل بطاقات هويتهم معهم في جميع الأوقات ويخضعون للغرامات إذا لم يفعلوا ذلك.

## محتويات ونوع البطاقة
تحمل واجهة البطاقة صورة منقوشة بالليزر بالأبيض والأسود لحاملها وتوقيعه والتفاصيل الشخصية الرئيسية التالية باللغتين الأوكرانية والإنجليزية (نص لاتيني):
- الرقم التعريفي الفريد للبطاقة المكون من 9 أرقام
- الاسم الكامل لحامل البطاقة وجنسه وتاريخ ميلاده
- حامل البطاقة (الرقم المدني الموحد): رقم فريد مكون من 10 أرقام يستخدم كرقم تعريف وطني
- تاريخ انتهاء صلاحية البطاقة
- توقيع صاحب البطاقة

يحمل الجزء الخلفي من البطاقة المعلومات التالية:
يحتوي الجانب الخلفي من بطاقة الهوية على اسم عائلة حامل البطاقة، ومكان الميلاد، وعنوان السكن، والطول، ولون العين، بالإضافة إلى مكان إصدار البطاقة مع تاريخ الإصدار. يوجد في الأسفل (معلومات مقروءة آليًا، وفقًا لمواصفات منظمة الطيران المدني الدولي.